# Dad megállóhely
Dad megállóhely egy megszűnt vasúti megállóhely, melyet a MÁV üzemeltetett a Komárom-Esztergom vármegyei Dad településen. Közúti elérését a 8135-ös útból Dad belterületén kiágazó 81 324-es számú mellékút teszi lehetővé.

## Vasútvonalak
A megállóhelyet az alábbi vasútvonalak érintették:
- Környe–Pápa-vasútvonal

## Kapcsolódó állomások
A megállóhelyhez az alábbi állomások vannak a legközelebb:
- Bokod megállóhely (Környe vasútállomás, Környe–Pápa-vasútvonal)
- Szák-Szend megállóhely (Pápa vasútállomás, Környe–Pápa-vasútvonal)